# Női 4 × 100 méteres gyorsváltó az 1958-as úszó-Európa-bajnokságon
Az 1958-as úszó-Európa-bajnokságon a női 4 × 100 méteres gyorsváltó selejtezőit szeptember 5-én, a döntőt szeptember 6-án rendezték. A versenyszámban 9 csapat indult el.
A győztes Hollandia lett. A magyar váltó a hatodik helyen végzett. Cornelia Gastelaar a selejtezőben 100 méter gyorson Európa-csúcsot ért el.

## Rekordok
|              | Név                                                  | Nemzet       | Idő    | Helyszín  | Dátum              |
| ------------ | ---------------------------------------------------- | ------------ | ------ | --------- | ------------------ |
| Világcsúcs   | Dawn Fraser Faith leech Sandra Morgan Lorraine Crapp | Ausztrália   | 4:17,1 | Melbourne | 1956. december 6.  |
| Európa-csúcs | Novák Ilona Temes Judit Novák Éva Szőke Katalin      | Magyarország | 4:24,4 | Helsinki  | 1952. augusztus 1. |

A versenyen új rekord született:
| Európa-bajnoki csúcs | selejtező | Hollandia · Cornelia Gastelaars · Margretta Kok · Josephina Troost · Gerarda Kraan   | 4:28,6 | Budapest, Magyarország | szeptember 5. |
| Európa-csúcs         | döntő     | Hollandia · Corrie Schimmel · Tineke Lagerberg · Gerarda Kraan · Cornelia Gastelaars | 4:22,9 | Budapest, Magyarország | szeptember 6. |

## Eredmények
A rövidítések jelentése a következő:
| - Q: továbbjutás időeredmény alapján - ECR: Európa-bajnoki rekord | - WR: világ rekord - ER: Európa-rekord |

### Selejtezők
| Helyezés | Futam | Név | Nemzet             | Idő    | Megj.  |
| -------- | ----- | --- | ------------------ | ------ | ------ |
| 1.       | 1     | Cornelia Gastelaars (1:03,6 ER) Margretta Kok (1:09,5) Josephina Troost (1:09,5) Gerarda Kraan (1:06,0) | Hollandia          | 4:28,6 | Q, ECR |
| 2.       | 2     | Judith Grinham (1:07,3) Elsbeth Ferguson (1:07,3) Judith Samuel (1:07,8) Diana Wilkinson (1:06,4)       | Egyesült Királyság | 4:28,8 | Q      |
| 3.       | 2     | Ingrid Künzel (1:08,7) Hertha Haase (1:07,9) Ursula Brunner (1:07,4) Ursula Winkler (1:05,5)            | NSZK               | 4:29,5 | Q      |
| 4.       | 1     | Brigitta Eriksson (1:07,8) Brigitta Wängberg (1:08,7) Barbro Andersson (1:07,5) Kate Jobson (1:06,2)    | Svédország         | 4:30,2 | Q      |
| 5.       | 1     | Bajnógel Csilla (1:09,4) Tamasovits Anna (1:08,1) Frank Mária (1:08,9) Takács Katalin (1:07,6)          | Magyarország       | 4:34,0 | Q      |
| 6.       | 2     | E Hildebrandt (1:08,4) Jutta Olbrisch (1:08,5) Christel Steffin (1:07,4) Renate Wrann (1:11,4)          | NDK                | 4:35,7 | Q      |
| 7.       | 1     | Annie Caron (1:11,0) J Campinchi (1:08,4) Ginette Sendral (1:10,0) Héda Frost (1:07,7)                  | Franciaország      | 4:37,1 | Q      |
| 8.       | 2     | R. Arkagyjeva (1:08,2) N. Krjukova (1:10,1) J Agejeva (1:09,9) G. Filipp (1:08,9)                       | Szovjetunió        | 4:37,1 | Q      |
| 9.       | 1     | Welleda Veschi (1:10,8) Giovanna Martinelli (1:11,0) Paola Saini (1:11,4) Alessandra Valle (1:11,3)     | Olaszország        | 4:44,5 |        |

### Döntő
| Helyezés | Pálya | Név | Nemzet             | Idő    | Megj. |
| -------- | ----- | --- | ------------------ | ------ | ----- |
|          | 4     | Corrie Schimmel (1:07,0) Tineke Lagerberg (1:06,7) Gerarda Kraan (1:05,0) Cornelia Gastelaars (1:04,2) | Hollandia          | 4:22,9 | ER    |
|          | 5     | Judith Grinham (1:05,5) Elsbeth Ferguson (1:07,0) Judith Samuel (1:06,0) Diana Wilkinson (1:05,7)      | Egyesült Királyság | 4:24,2 |       |
|          | 6     | Brigitta Eriksson (1:08,1) Barbro Andersson (1:07,7) Karin Larsson (1:07,5) Kate Jobson (1:05,2)       | Svédország         | 4:28,5 |       |
| 4.       | 3     | Ingrid Künzel (1:08,2) Hertha Haase (1:09,6) Ursula Brunner (1:06,2) Ursula Winkler (1:05,8)           | NSZK               | 4:29,8 |       |
| 5.       | 8     | Ulvi Voog (1:07,0) R. Arkagyjeva (1:08,0) Galina Kamajeva (1:07,0) G. Filipp (1:09,3)                  | Szovjetunió        | 4:31,3 |       |
| 6.       | 2     | Bajnógel Csilla (1:08,7) Tamasovits Anna (1:08,6) Frank Mária (1:07,9) Takács Katalin (1:07,6)         | Magyarország       | 4:32,8 |       |
| 7.       | 7     | E Hildebrandt (1:08,3) R Weitze(1:08,6) Jutta Olbrisch (1:10,8) Christel Steffin (1:07,5)              | NDK                | 4:35,2 |       |
| 8.       | 1     | J Campinchi (1:07,9) Annie Caron (1:10,5) Ginette Sendral (1:10,4) Héda Frost (1:07,4)                 | Franciaország      | 4:36,2 |       |